# Làng cà phê Trung Nguyên

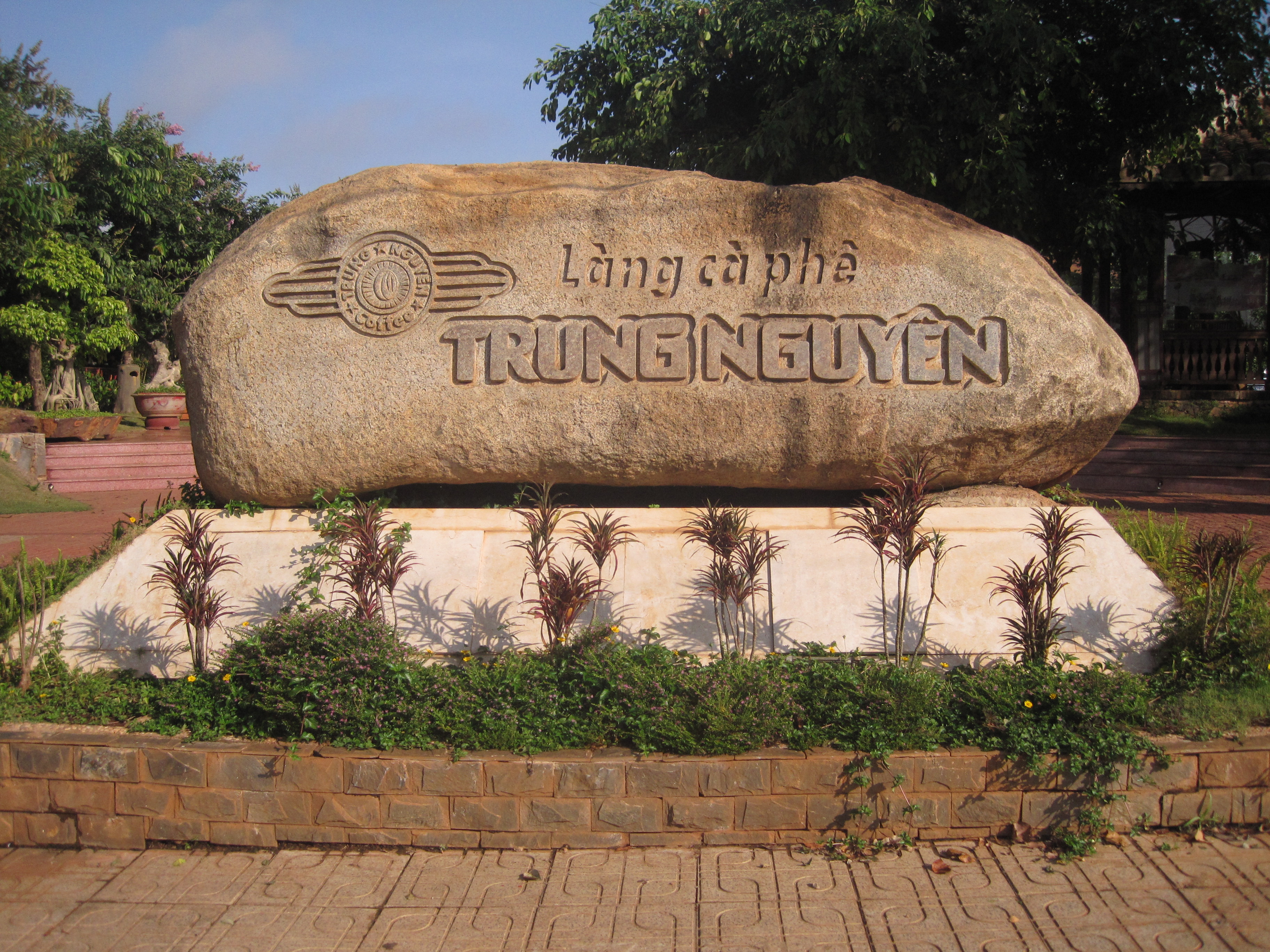
Làng cà phê Trung Nguyên, Dak Lak

Làng cà phê Trung Nguyên hay còn được gọi là Làng Cà phê là một cụm công trình kiến trúc có diện tích khoảng 20.000m². Làng Cà phê Trung Nguyên nằm ở phía Tây Bắc Thành phố Buôn Ma Thuột, tọa lạc tại ngã ba Lý Thái Tổ - Nguyễn Hữu Thọ,Thành phố Buôn Ma Thuột, tỉnh Dak Lak. Đây là một địa điểm du lịch nổi tiếng ở Tây Nguyên với không gian kiến trúc độc đáo đậm đà bản sắc dân tộc và không gian cà phê đặc sắc.

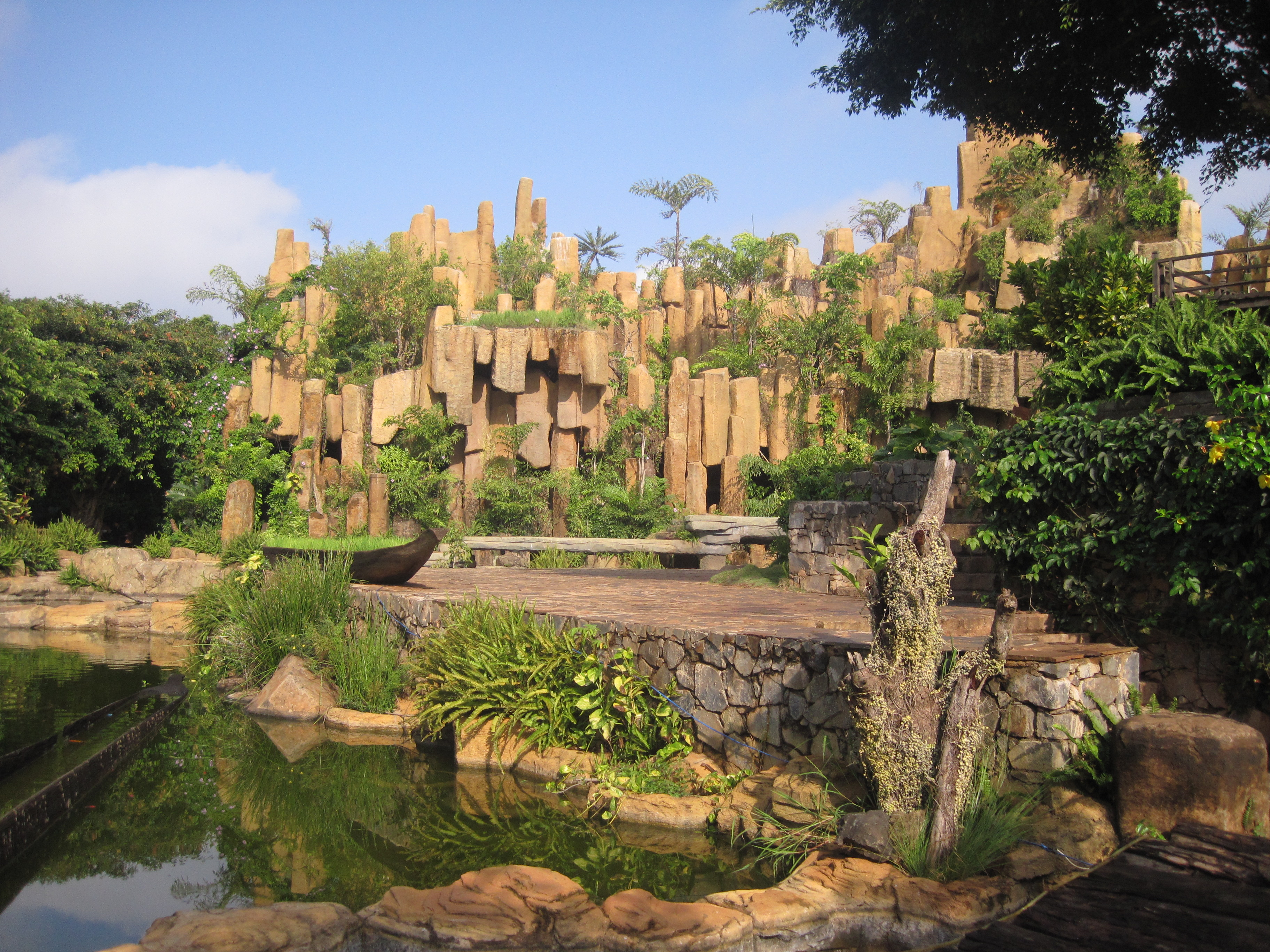
Khu thác nước, nơi trình diễn Barista

## Ý tưởng
Xuất phát từ ý tưởng tạo lập tại Việt Nam một"thủ phủ cà phê toàn cầu"của Chủ tịch Tập đoàn Trung Nguyên - Đặng Lê Nguyên Vũ, công trình"Làng cà phê Trung Nguyên"là nơi hội tụ của những người đam mê cà phê trong và ngoài nước. Sau nhiều năm xây dựng, làng cà phê đã hoàn thành và ra mắt công chúng vào tháng 12 năm 2008.

## Tổng quan về Làng cà phê

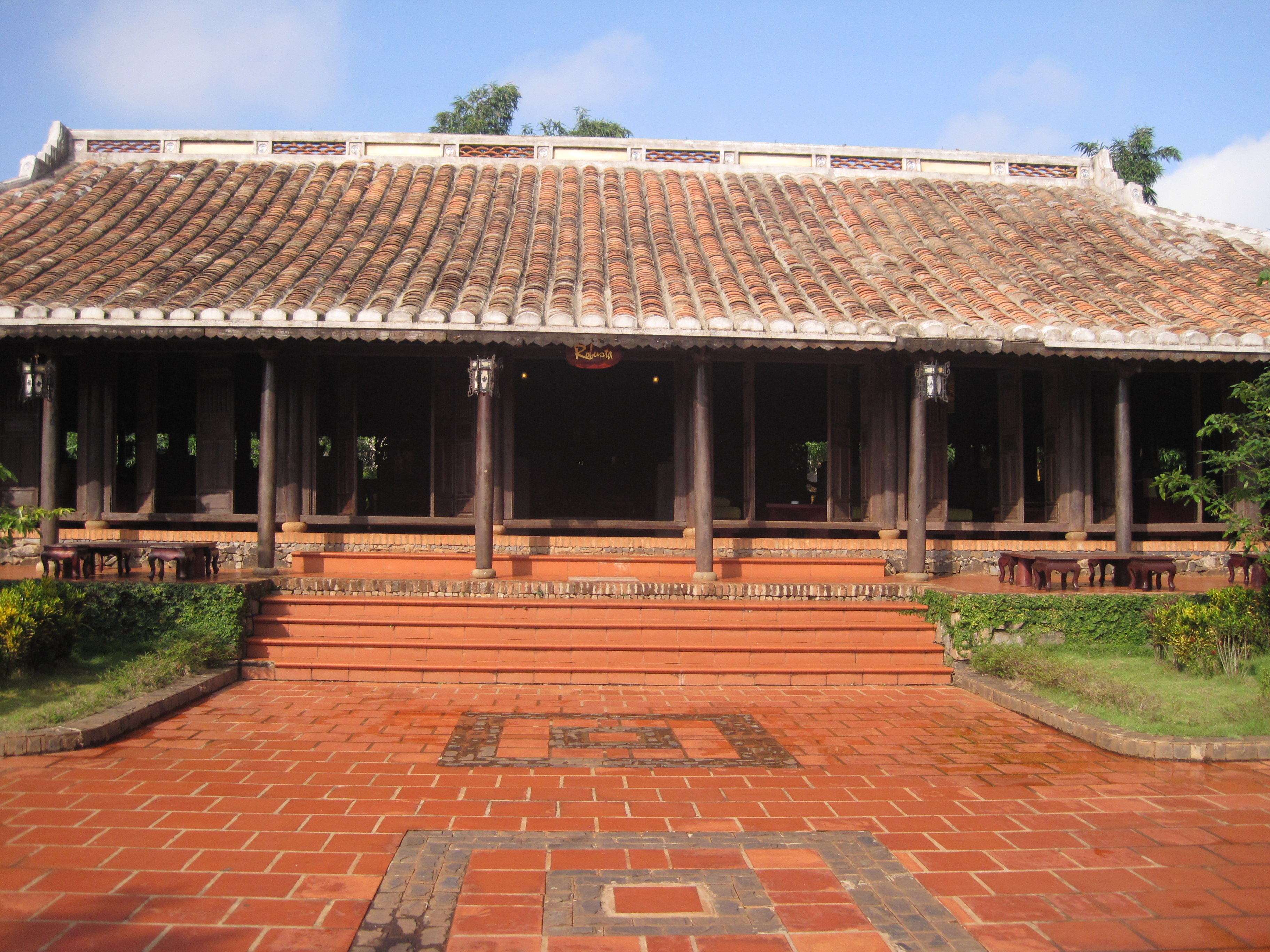
Gian nhà cổ Robusta, một trong 3 gian nhà cổ thuộc khu thưởng thức

Làng cà phê Trung Nguyên gồm 5 khu chức năng: quầy cung cấp thông tin, thưởng thức, ẩm thực, siêu thị, bảo tàng. 
Quầy thông tin
Nơi cung cấp thông tin liên quan đến Làng cà phê.
Khu thưởng thức
Gồm 3 gian nhà cổ Cherry, Arabica và Robusta xây dựng theo phong cách Huế. Đây là nơi thưởng thức cà phê Trung Nguyên, bao gồm các loại cà phê:"Weasel"- Cà phê chồn,"Legendee"- Huyền thoại,"Sáng tạo","Cà phê G7","Passiona"- Cà phê tươi.
Khu ẩm thực
Phục vụ trên 50 món ăn đặc sắc từ 3 miền đất nước Việt Nam và những món ăn đặc sắc tại địa phương như: ếch om cà đắng, cánh gà sốt cà phê, cơm chiên cà phê… Tiệc buffet hương vị đồng quê diễn ra vào tối thứ 7 và chủ nhật hàng tuần cùng chương trình nhạc sống, với các ca khúc theo chủ đề vào mỗi tối thứ 7.
Khu siêu thị
Còn được gọi là"Trung tâm quà lưu niệm"là nơi trưng bày và bán những món quà mang bản sắc văn hóa miền cao nguyên, những đặc sản địa phương và các sản phẩm đặc biệt của Trung Nguyên.
Bảo tàng dân tộc Tây Nguyên
Đây là nơi trưng bày những hiện vật cổ có giá trị lớn và lâu đời nhất của Tây Nguyên  như bộ sưu tập cồng chiêng và các công cụ, nông cụ, vũ khí… cần thiết trong đời sống sinh hoạt hàng ngày và trong văn hóa, tín ngưỡng của người dân Tây Nguyên. Những dụng cụ dùng trong quá trình trồng trọt, vận chuyển và chế biến cà phê của người dân Tây Nguyên được trưng bày trên chiếc k'pan. Làm bằng tấm ván gỗ dày và rất dài xẻ từ một thân cây cổ thụ, k'pan là biểu tượng cho sự sung túc của những gia đình Ê Đê giàu có.
Bảo tàng cà phê thế giới

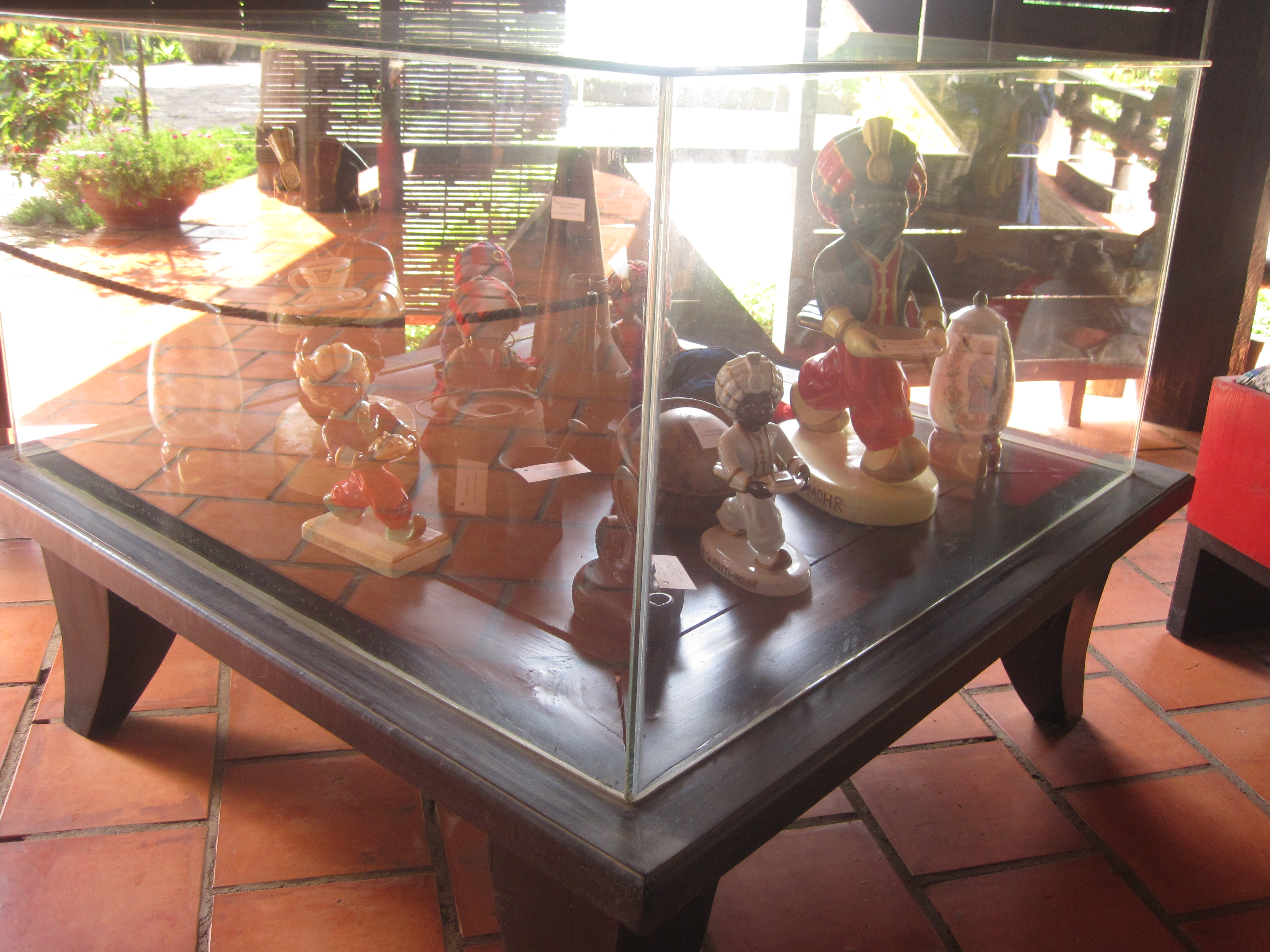
Hiện vật được trưng bày trong Bảo tàng cà phê thế giới

Bảo tàng Cà phê thế giới là một dự án nằm trong tổng thể của dự án lớn hơn là thiết lập Buôn Ma Thuột trở thành"Thủ phủ cà phê toàn cầu"của Tập đoàn Trung Nguyên. Với mô hình Bảo tàng Cà phê thế giới tại Buôn Ma Thuột, Trung Nguyên sẽ giới thiệu chi tiết đến du khách tham quan về lịch sử và văn hóa cà phê của Việt Nam và thế giới, với 10.000 hiện vật được mang về từ Bảo tàng Cà phê Burg, bộ sưu tập đá cây độc đáo, bộ sưu tập các cổ vật, hiện vật văn hóa của Tây Nguyên… Không gian này cũng là nơi để du khách khám phá về hành trình của cà phê và các nền văn hóa cà phê khác nhau.
Để xây dựng bảo tàng, ông Vũ đã cất công sưu tầm hàng loạt các loại máy móc, phương tiện khai thác và chế biến cà phê trên toàn thế giới từ cổ chí kim. Trong đó, có những bộ sưu tập đến từ địa danh nổi tiếng là vùng nguyên liệu cà phê ngon nhất trên thế giới, như: Ethiopia, Brazil, Jamaica... Chính vì vậy đây cũng là địa điểm thu hút khách tham quan hàng đầu khi đến với Làng cà phê Trung Nguyên.
Ngoài ra, trong khuôn viên công trình còn có
- Vườn cà phê

Bao bọc xung quanh Làng cà phê là khu vườn cà phê xanh mướt, với các loại cây cà phê: Robusta, Arabica, Excelsa… và đặc biệt là những gốc cà phê cổ trên 30 năm đang được chăm sóc bảo tồn. 
- Khu biểu diễn

Tại khu hầm thác thường xuyên diễn ra các chương trình biểu diễn nghệ thuật pha chế cà phê theo hương vị cà phê của nhiều Quốc gia trên thế giới như Ethiopia, Thổ Nhĩ Kỳ, Ý, Cà phê Syphon, cà phê Ê Đê…
- Khu vui chơi

Nhằm gia tăng các dịch vụ khi đến với Làng cà phê, dự án khu vui chơi cho các em từ 2 – 12 tuổi sẽ đưa các em đến với một thế giới trẻ thơ thú vị đầy màu sắc, khơi dậy trí sáng tạo với các trò chơi: như bập bênh, thú nhún, xếp hình, ngựa gỗ,... hay những trò chơi thể chất như: nhà banh, cầu tuột, đường ống…